# 화이티 벌거

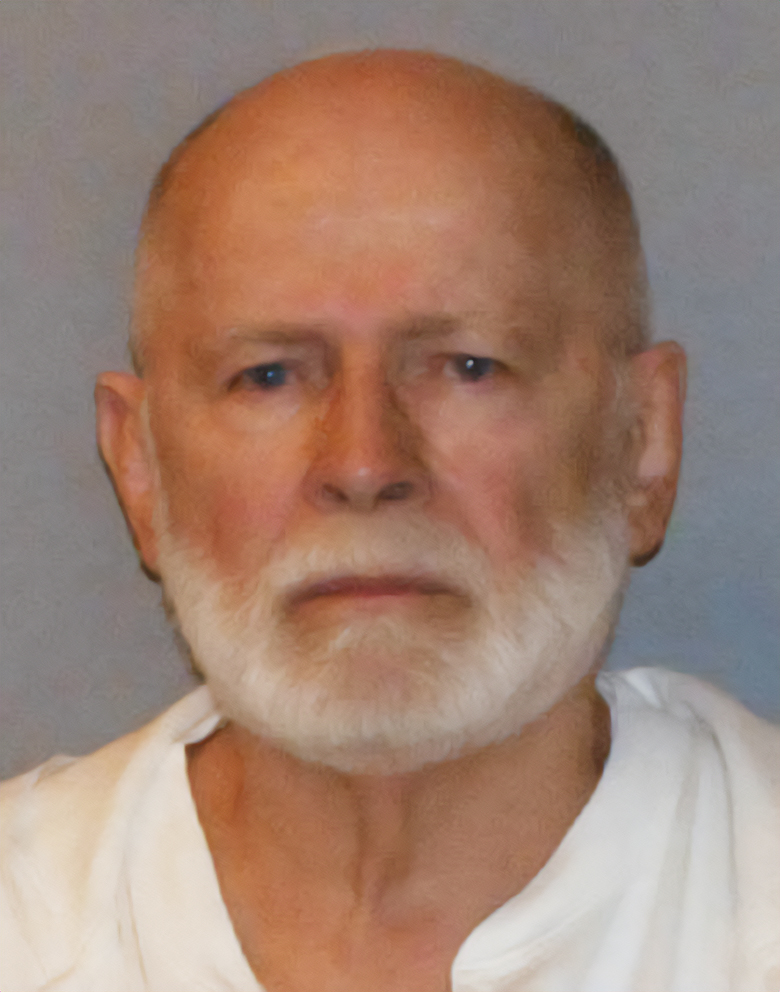
화이티 벌거

제임스 조지프 "화이티" 벌거 주니어(영어: James Joseph "Whitey" Bulger, Jr., 1929년 9월 3일 ~ 2018년 10월 30일)는 미국의 범죄자이다. 보스턴에서 오랫동안 아일랜드계 갱단을 이끌다가, 2011년에 체포되었다.